# August Güttinger
August Güttinger   (10 de juliol de 1892 - Winterthur, novembre 1970) va ser un gimnasta artístic suís que va competir durant la dècada de 1920.
El 1924 va prendre part en els Jocs Olímpics de París, on disputà les nou proves del programa de gimnàstica. Guanyà la medalla d'or en la competició de les barres paral·leles i la de bronze en escalada de corda i el concurs complet per equips. També destaca la setena posició en el concurs complet individual i la vuitena en el cavall amb arcs i la barra fixa, mentre en les altres tres proves aconseguí uns resultats més discrets.
Quatre anys més tard, als Jocs d'Amsterdam, disputà les set proves del programa de gimnàstica. Guanyà la medalla d'or en el concurs complet per equips. En la resta de proves destaca la cinquena posició en la prova del cavall amb arcs i la setena en salt sobre cavall i barra fixa, mentre en les altres finalitzà més enllà de la desena posició.